# Clément Maynadier
Clément Maynadier (Francia, 11 de octubre de 1988) es un jugador profesional francés de rugby que se desempeña en la posición de hooker en Union Bordeaux Bègles, equipo perteneciente a la liga Top 14.

## Carrera
Maynadier es un jugador de formación francesa (JIFF). Comenzó su carrera deportiva con el equipo Sporting Club Albi, en el cual jugó nueve temporadas (2004-2013), después pasó a Union Bordeaux Bègles, donde lleva jugando once temporadas.